# 네버랜드 (음악 그룹)
네버랜드는 일본의 전 음악 그룹이다. 2022년에 해체되었다.

## 음반
- Starting Line (2021)
- Your Rhythm (2021)